# Donika Kastrioti
Andronika « Donika » Arianiti, communément connue sous le nom de Donika Kastrioti, née en 1428 et morte en 1506, est une noble albanaise et grande princesse d'Albanie de par son mariage avec Skanderbeg, le héros national albanais.

## Biographie
Donika Kastrioti naît en 1428 à Kaninë. Elle est la fille de Gjergj Arianiti (en), un ancien chef de la révolte en cours contre les Ottomans, et de Maria Muzaka (en), dont la famille gouvernait sous le titre de despote dans la partie sud du pays.

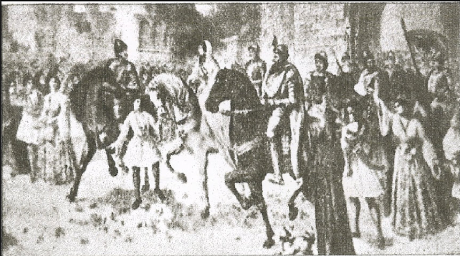
Le mariage de Donika Kastrioti et Skanderbeg en 1451.

Le père de Donika, Gjergj Arianiti (en), est membre de la famille Arianiti dont le domaine s'étendait à travers la vallée de Shkumbin et l'ancienne route via Egnatia et atteignait l'est de l'actuelle Bitola. Sa mère, Maria Muzaka (en), est membre de la famille Muzaka dont le domaine est situé dans la région de Myzeqe.
Un mois après le traité de Gaète, le 21 avril 1451, Skanderbeg épouse Donika au monastère orthodoxe oriental d'Ardenica,, à Lushnjë, dans l'actuel sud-ouest de l'Albanie, et renforce ainsi les liens avec la famille Arianiti. Plus tard, sa sœur Angelina épouse le dirigeant serbe Stefan Branković.
Après la conquête ottomane de l'Albanie, les Kastrioti reçoivent la pairie dans le royaume de Naples. Ils obtiennent un domaine féodal, le duché de San Pietro in Galatina et le comté de Soleto (province de Lecce, Italie).  
Gjon Kastrioti II, le seul enfant de Donika et Skanderbeg, épouse Jerina Branković, la fille de Lazar Branković, despote de Serbie.

## Postérité
Donika est vénérée comme une sainte dans l'Église orthodoxe serbe.